# St. Blasius (Niederbergkirchen)

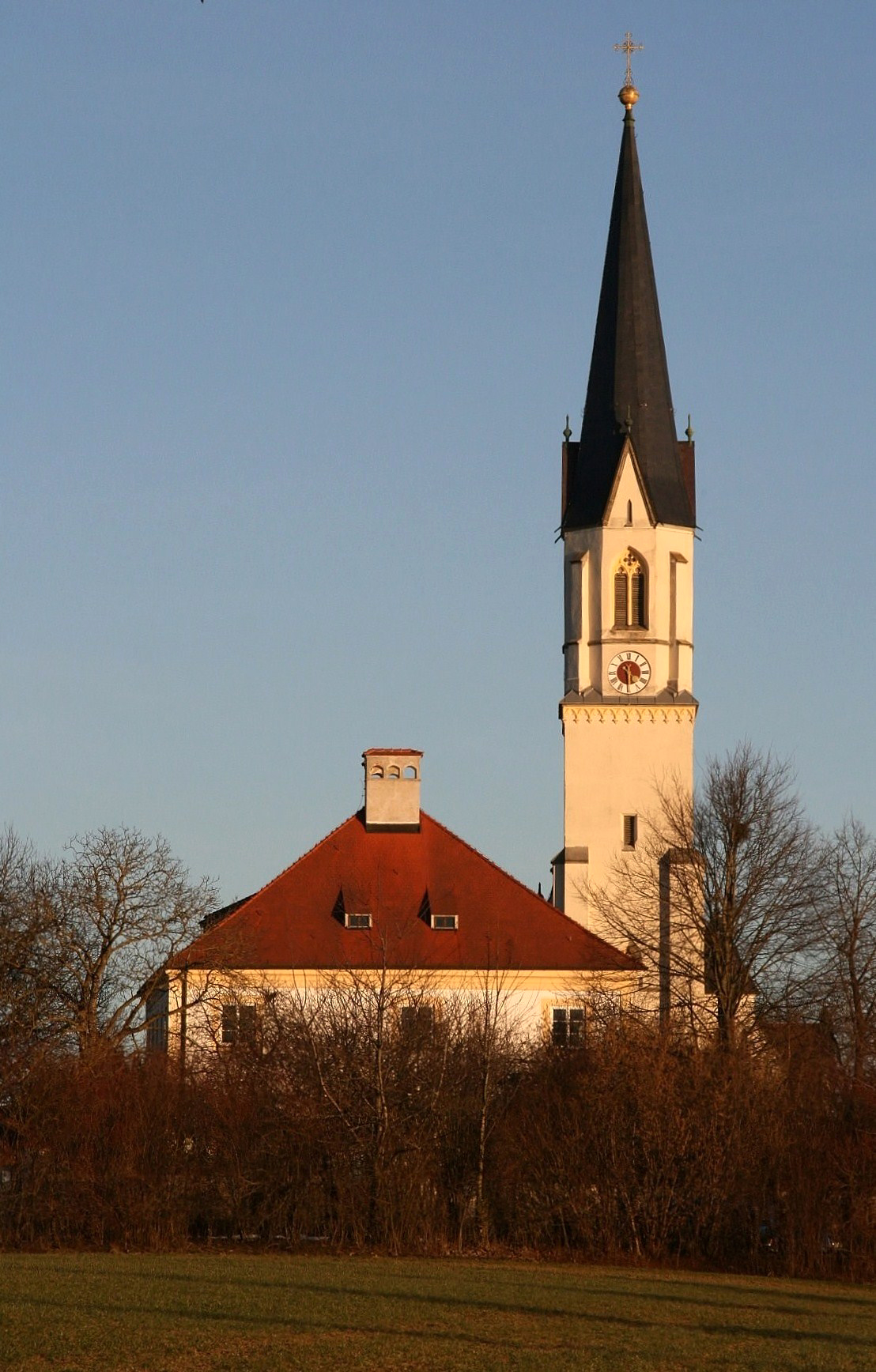
St. Blasius in Niederbergkirchen

Die römisch-katholische Pfarrkirche St. Blasius steht in Niederbergkirchen, einer Gemeinde im oberbayerischen Landkreis Mühldorf am Inn. Die Kirche steht unter Denkmalschutz und wird in der Liste der Baudenkmäler in Niederbergkirchen als Baudenkmal unter der Nr. D-1-83-130-3 geführt. Die Pfarrei gehört zum Dekanat Mühldorf im Erzbistum München und Freising.

## Beschreibung
Die gotische Saalkirche wurde im späten 15. Jahrhundert erbaut. Sie besteht aus dem Langhaus zu drei Jochen, dem eingezogenen Chor mit Fünfachtelschluss im Osten, der Sakristei an der Südwand des Chors, einem Vorbau an der Südwand des Langhauses und dem von Strebepfeilern gestützten Kirchturm im Westen. Der mit einem spitzen Helm bedeckte Turm enthält die Turmuhr und den Glockenstuhl mit fünf Glocken. Um 1885 wurde an das Langhaus ein nördliches Seitenschiff angefügt, wodurch die Saalkirche zur asymmetrischen Hallenkirche erweitert wurde. Dabei erfolgte im Innenraum die Erneuerung des Netzgewölbes.
Die neugotische Kirchenausstattung stammt von Joseph Elsner senior. Der Hochaltar von 1885 wird von den Skulpturen des Leonhard von Limoges und des Florian von Lorch flankiert. Vor dem Altarretabel steht die Statue des Blasius von Sebaste.